# Egon von Tübingen
Graf Egon von Tübingen oder Egno von Tübingen (um 1365) war Landkomtur zu Bozen und Deutschordensbruder.

## Familie
Egon von Tübingen war ein Sohn von Gottfried I. von Tübingen († 30. Januar 1316), dem Grafen von Böblingen und Pfalzgraf von Tübingen. Er war ein Bruder von Agnes von Tübingen, die mit Ulrich von Rechberg dem Älteren verheiratet war und von ihrem väterlichen pfalzgräfisch Tübinger Erbe Kellmünz und Sindelfingen erhielt.

## Stammliste
1. Gottfried I. († 1316), Graf von Böblingen, Pfalzgraf von Tübingen[5]
  1. Gottfried II., Graf von Tübingen-Böblingen
  2. Wilhelm († 1327), Pfalzgraf von Tübingen, Graf von Tübingen-Böblingen ⚭ Heilika von Eberstein
    1. Gottfried II. († 1369), Pfalzgraf von Tübingen, verkaufte Tübingen 1342 an Württemberg, erbte über seine Frau Lichteneck, begründete die Linie Tübingen-Lichteneck

  3. Heinrich II., Graf von Tübingen-Böblingen
  4. Agnes ⚭ Ulrich von Rechberg der Ältere
    1. Ulrich von Rechberg
    2. Hans von Rechberg

  5. Hugo von Tübingen
  6. Egon von Tübingen
  7. Beatrix von Tübingen
  8. Willibirgis von Tübingen[6] (* um 1291; † nach 1320) ⚭ 1313 Hermann II,[7] Herzog von Teck-Oberndorf, (* um 1282/1283; † nach 10. Juni 1319)